# From Ashes to New
From Ashes To New es un grupo de Lancaster, Pensilvania, de metal alternativo  que fusiona nu metal, rap y música electrónica, principalmente dubstep y techno. El grupo es el resultado de la unión de bandas difuntas de la ciudad. La banda ha recibido una gran aclamación por parte de la crítica a través de las redes sociales y radios satelitales tras lanzar su primer EP, From Ashes To New, a través de iTunes, Google Play Music y Amazon.

## Historia
La banda se formó en 2013 como resultado de la amalgama de distintas bandas difuntas del área de Lancaster. La banda ganó numerosos seguidores a través de redes como Facebook o Instagram antes del lanzamiento de su primer EP, que vería la luz a los pocos meses. En 2015, y tras el lanzamiento de su segundo EP Downfall, la banda saltó a la escena internacional, participando en giras con bandas como Five Finger Death Punch, Papa Roach, o POD. En febrero de 2016 lanzaron su primer álbum de estudio, Day One, que incluye las canciones de Downfall.
En diciembre de 2016, comenzaron las grabaciones de su segundo álbum de estudio. El 11 de marzo de 2017, se anunció que el baterista Tim D'onofrio y el vocalista Chris Musser habían decidido dejar la banda, y que Mat Madiro, exintegrante de Trivium, sería su nuevo baterista. 
La banda comenzó a buscar un nuevo vocalista a través de redes sociales. Tras una serie de audiciones realizadas por los fans, el 13 de julio de 2017 se reveló que Danny Case (exintegrante de Vanity Strikes) había sido elegido como nuevo vocalista.
El 1 de febrero de 2018, la banda lanzó "Crazy", el primer sencillo de su próximo álbum The Future. El álbum completo se lanzó el 20 de abril de 2018. El álbum debutó en el puesto 163 de la lista de Billboard 200.
El 4 de octubre de 2019, se lanzó un remix de "Yuve Yuve Yu" de The Hu, con la nueva voz de Case.
El 25 de julio de 2025, la banda lanzó "New Disease", de su próximo álbum, que aún no tiene título. El vocalista de rap, Matt Brandyberry, comenta sobre el tema de la canción: "Cada día hay una nueva ola de personas que se esfuerzan por ser reconocidas sin importar el costo. Estamos hipnotizados por nuestros vicios... nos mataríamos para ser notados"

## Estilo musical e influencias
La música de From Ashes To New es una fusión de estilos muy diferentes, entre los que destacan el nu metal, rap rock, metalcore/post-hardcore y música electrónica.
Entre las influencias de la banda están, entre otros, Korn, Sevendust, Breaking Benjamin, Linkin Park, Of Mice & Men, DMX y Skrillex.

## Miembros
Miembros actuales
- Danny Case - voces (2017-presente)
- Matt Brandyberry - rap, teclados, sintetizadores, piano (2013-presente) bajo, guitarra rítmica (2017-presente), guitarra líder (2013)
- Jimmy Bennett - guitarra rítmica, bajo, coros (2025-presente)
- Lance Dowdle - guitarra líder, bajo, coros (2015-presente)
- Mat Madiro - batería (2017-presente)

Miembros anteriores
- Garrett Rusell - bajo (2013-2015)
- Daniel Kecki - guitarra líder, coros (2013-2015)
- Jon-Mikel Valudes - batería (2013-2014)
- Chriss Musser - voces (2013-2017)
- Tim D'Onofrio - batería (2014-2017)
- Branden Kreider - guitarra rítmica, screaming, growling (2013-2017), bajo (2015-2017)

Linea del tiempo

## Discografía
Álbumes de estudio
- Day One (2016)
- The Future (2018)
- Panic (2020)
- Blackout (2023)

EPs
- From Ashes To New (2013)
- Downfall (2015)